# 海辛區
海辛區（烏克蘭語：Гайсинський район），是烏克蘭西南部文尼察州的一個區，行政中心設於海辛，面积为5,674.8平方公里，人口数量为236,803人（2021年估计）。

## 历史
2020年7月18日作为乌克兰行政区划改革的一部分，文尼察州的区份数量减至6个，海辛区的面积显著增加。改革前海辛区的面积为1,100平方公里，2020年人口数量为55,331人。

## 行政區劃
海辛區下劃分為14個市鎮：
- 海辛市鎮（烏克蘭語：Гайсинська міська громада） (市級，行政中心：海辛)
- 別爾沙季市鎮（烏克蘭語：Бершадська міська громада） (市級，行政中心：别尔沙季)
- 拉德任市鎮（烏克蘭語：Ладижинська міська громада） (市級，行政中心：拉德任)
- 達希夫市鎮（烏克蘭語：Дашівська селищна громада） (鎮級，行政中心：達希夫)
- 泰普利克市鎮（烏克蘭語：Теплицька селищна громада） (鎮級，行政中心：泰普利克)
- 特羅斯佳內茨市鎮（烏克蘭語：Тростянецька селищна громада） (鎮級，行政中心：特羅斯佳內茨)
- 切切利尼克市鎮（烏克蘭語：Чечельницька селищна громада） (鎮級，行政中心：切切利尼克)
- 朱林卡市鎮（烏克蘭語：Джулинська сільська громада） (村級，行政中心：朱林卡)
- 克拉斯諾皮爾卡市鎮（烏克蘭語：Краснопільська сільська громада (Вінницька область)） (村級，行政中心：克拉斯諾皮爾卡)
- 昆卡市鎮（烏克蘭語：Кунківська сільська громада） (村級，行政中心：昆卡)
- 奧博迪夫卡市鎮（烏克蘭語：Ободівська сільська громада） (村級，行政中心：奧博迪夫卡)
- 奧利霍皮爾市鎮（烏克蘭語：Ольгопільська сільська громада） (村級，行政中心：奧利霍皮爾)
- 賴霍羅德市鎮（烏克蘭語：Райгородська сільська громада） (村級，行政中心：賴霍羅德)
- 索博利夫卡市鎮（烏克蘭語：Соболівська сільська громада） (村級，行政中心：索博利夫卡)